# Mont Kasa
Le mont Kasa (笠ヶ岳, Kasa-ga-take) est l'une des 100 montagnes célèbres du Japon, culminant à 2 898 m. Elle fait partie des monts Hida dans la préfecture de Gifu et dans le parc national de Chūbu-Sangaku. La forme de la montagne ressemble à un parapluie (Kasa-笠) ce qui lui a donné son nom. Il existe de nombreuses montagnes au Japon qui portent ce nom mais celle-ci est la plus élevée.

## Géographie

### Topographie
Le mont Kasa se trouve sur une crête secondaire du mont Sugoroku, lui-même sur la ligne de crête principale dans la partie méridionale des monts Hida. Les monts Shakujō et Ōkibanotsuji se trouvent dans son prolongement au sud.
Le mont Hotaka (3 190 m, point culminant des monts Hida) et le mont Yari (3 180 m) se situent à 9,2 km respectivement au sud-est et au nord-est.

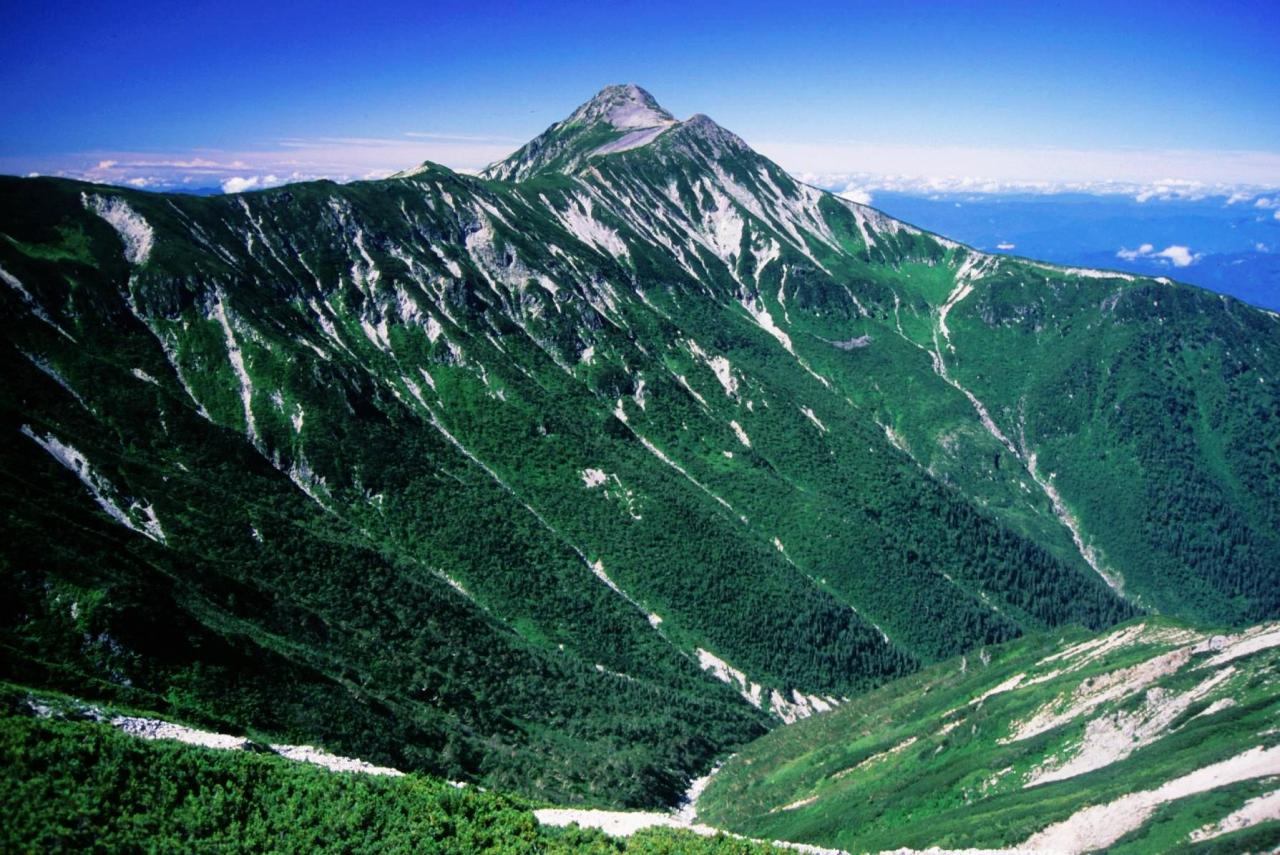
Vue du mont Kasa depuis le mont Nukedo
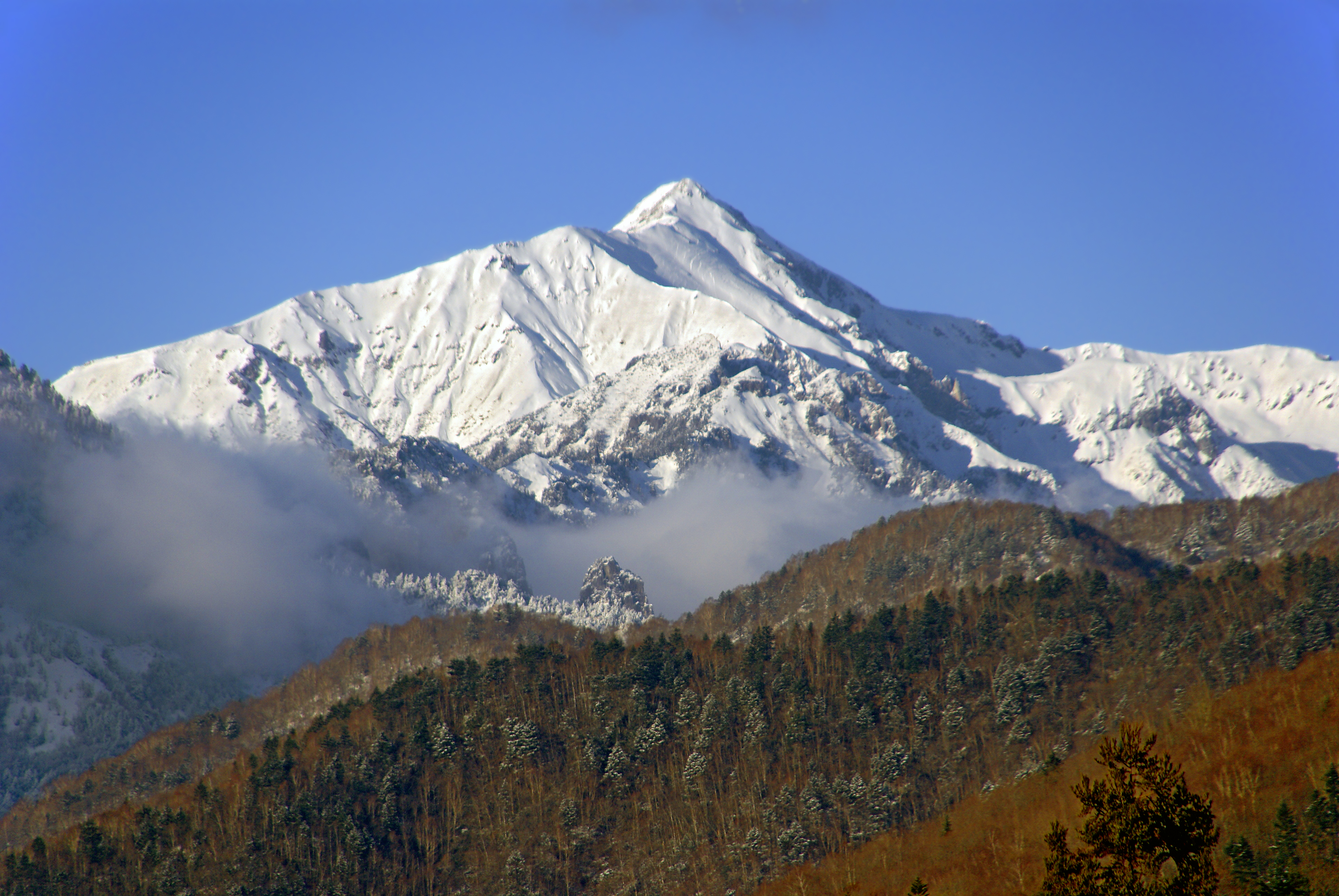
Vue du mont Kasa depuis le sud
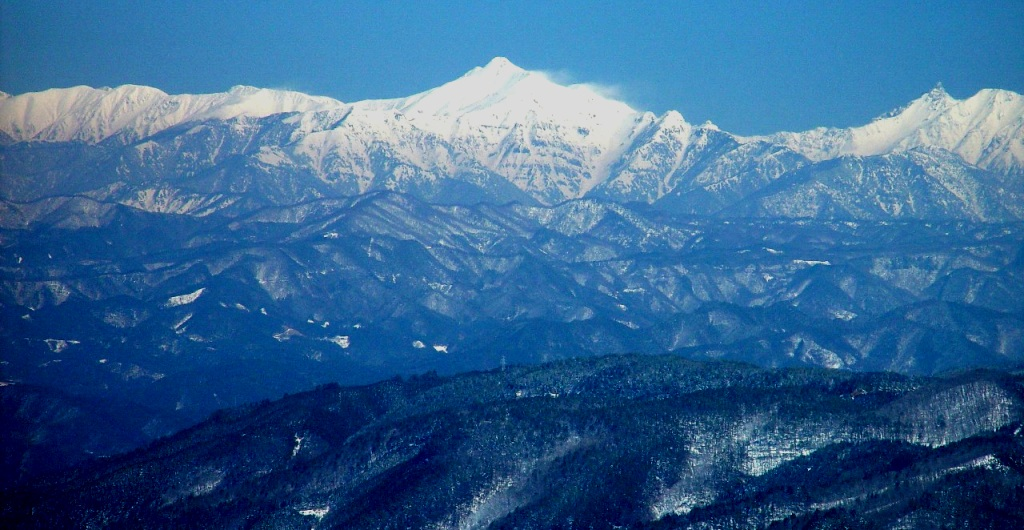
Vue du mont Kasa depuis le mont Kurai
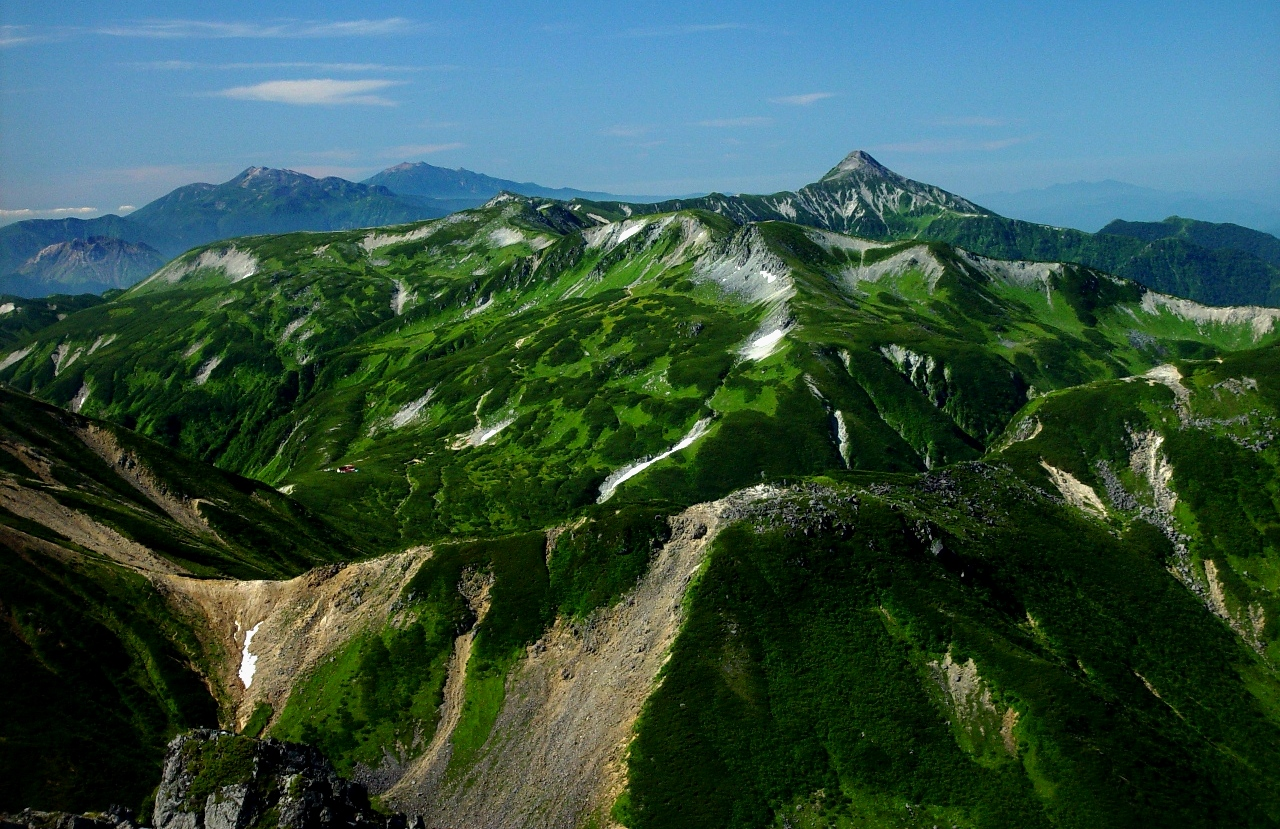
Vue des monts Kasa et Hida depuis le mont Suisho

### Hydrographie
Deux rivières prennent leur source dans la montagne avant de se jeter dans la mer du Japon :
- la Sugoroku-gawa (affluent de la Jinzū-gawa) ;
- la Gamata-gawa (affluent de la Takahara-gawa).

### Géologie
La montagne est composée essentiellement de porphyre.

### Faune et flore

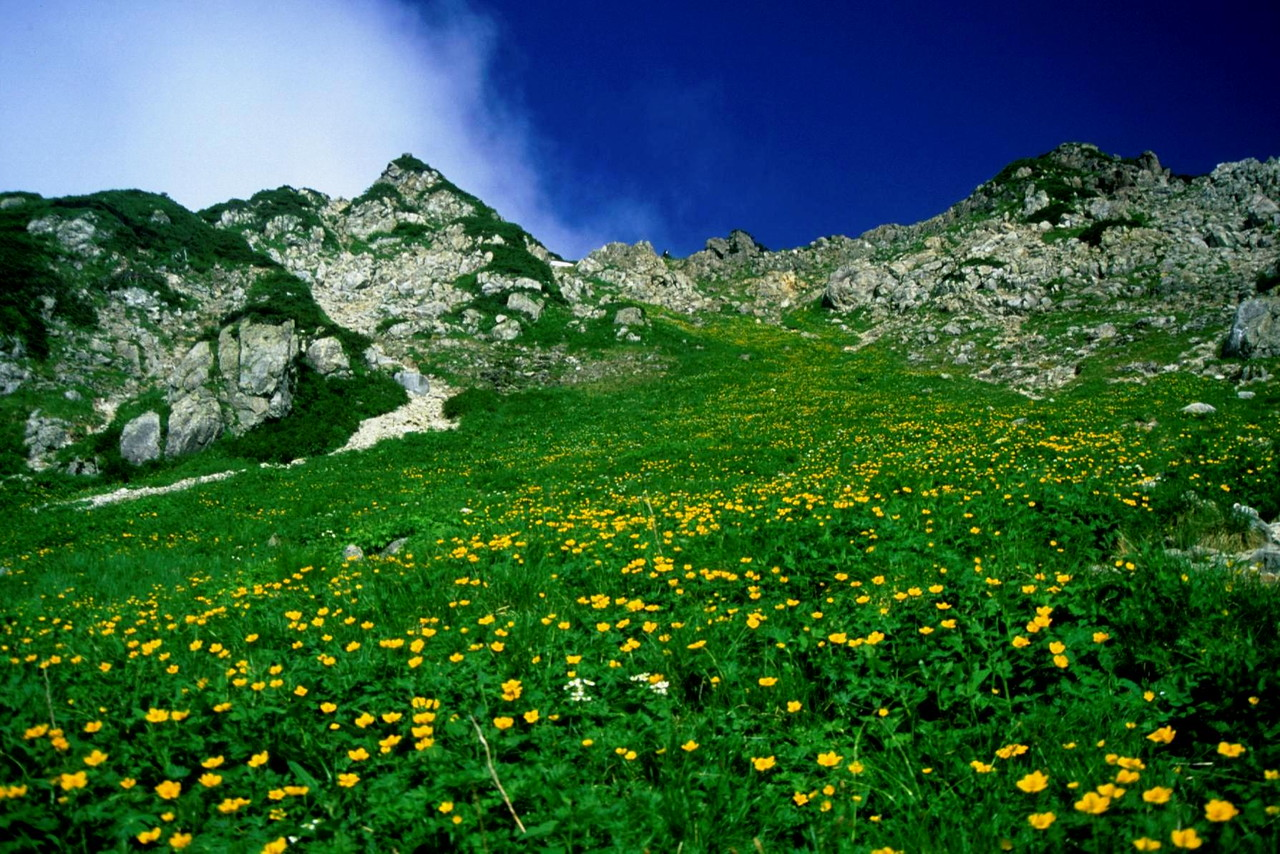
Plante alpine (Trollius japonicus シナノキンバイ) au Shakushi-daira aux environs du mont Kasa

Les zones plus élevées que le Shakushi-daira (杓子平) sont la limite de la forêt de pins nains de Sibérie et le lieu où les plantes alpines poussent naturellement et où vit le lagopède alpin.

## Histoire
- 1683 – Le moine Enkū aurait commencé l'ascension de la montagne[4].
- 2 août 1894, –Walter Weston atteint le sommet[5].
- Août 1913, – l'écrivain Usui Kujima atteint le sommet[4].
- En 1932 – le refuge de montagne du « cottage du mont Kasa » (笠ヶ岳山荘) est construit près du sommet[6].
- 4 décembre 1934 – la nouvelle zone est intégrée dans le parc national de Chūbu-Sangaku[2].
- En 1964 – réalisation du Kasa-shin-dō (笠新道) du nouveau sentier[3], dès lors voir principale vers le mont Kasa.
- En 1993 – un timbre-poste du mont Kasa et des festivals Takayama de Gifu est émis par le Ministère des Postes et Télécommunications (Japon)[7].
- En 1995 – Sumie Tanaka publie les New Flowers of the 100 Mountains quji présente de nombreuses plantes alpines (Trollius japonicus et autres) trouvées sur le mont Kasa[8].